# Коллегиум
Колле́гиум (лат. collegium — «товарищество, содружество») — иезуитское (либо созданное по его образцу) закрытое среднее учебное заведение. Появились в Европе в XVI веке (в Париже с 1563 года). Ранее коллегиумами называли различные объединения (Коллегия), подразделения университетов или средние школы-пансионы.
В коллегиуме обучение продолжалось 5 лет на основе классно-урочной системы. Занятиям уделялось не более 5 часов в сутки. Учебный год состоял из 180 дней. В Речи Посполитой по образцу католических коллегиумов в 1631 году появился первый православный коллегиум (Киево-Могилянская академия), который послужил основой для коллегиумов Российской империи (Харьковский коллегиум).